# Núvol Berga
El núvol Berga és un fenomen meteorològic molt conegut a Berga i el Berguedà. Sovint, els núvols s’acumulen sobre la ciutat de Berga i hi plou fins i tot quan el cel és clar als municipis del voltant. La freqüència d’aquest fenomen, combinada amb el fet que Berga és visible des de molts punts del baix Berguedà, han fet que molts habitants de la zona tractin el núvol Berga com a accident geogràfic o que l'antropomorfitzin i el culpin del mal temps. Segons el meteoròleg Eloi Cordomí, “És una barreja entre una llegenda, un mite, i una realitat—perquè també té una explicació científica.”

## Explicació científica
Molts meteoròlegs han volgut explicar aquest fenomen. L'any 2016, Tomàs Molina va oferir la xerrada "El núvol Berga i el Santuari de Queralt per observar-lo" al Pavelló de Suècia, com a part de la celebració del centenari de la coronació de la Mare de Déu de Queralt. El mateix any, Eloi Cordomí va visitar Berga amb el programa de TV3 Espai terra per parlar del núvol. Finalment, l'any 2017, la revista Aquí Berguedà va entrevistar la meteoròloga berguedana Gemma Puig, i gran part de les preguntes es van centrar en el núvol Berga.
Totes les explicacions meteorològiques associen el núvol amb la ubicació geogràfica de Berga, una ciutat situada al peu de serralades abruptes de més de 1.400 metres com la serra de Queralt o la Figuerassa. Quan arriben les marinades humides, el vent xoca amb aquestes muntanyes i forma un núvol. En paraules de Gemma Puig, "El núvol Berga és una situació geogràfica. Tenim Queralt i les muntanyes que ens envolten, que ens fan una mica de barrera i això fa que molts núvols quedin retinguts a Berga. És a dir, hi ha muntanyes que encallen els núvols i, per això, en ocasions pot passar que plogui a Berga però no ho faci enlloc més: ni a Guardiola, ni a Avià, ni a Gironella ni a Puig-Reig."